# Жан Іпполіт
Жан Іпполі́т (фр. Jean Hyppolite 8 січня 1907, Жонзак — 27 жовтня 1968, Париж) — французький філософ.

## Біографія
Жан Іпполіт народився в містечку Жонзак, департамент Приморська Шаранта. Закінчив Вищу нормальну школу одночасно з Жаном-Полем Сартром. Потім зайнявся вивченням вчення Геґеля, самостійно опанував німецьку мову, щоб мати змогу в оригіалі прочитати його твір «Феноменологія духу». 1939 року з'явилася друком перша частина його коментованого перекладу праці Геґеля «Феноменологія духу». Після Другої світової війни одержав посаду професора Страсбурзького університету, 1949 року став професором Сорбонни.
У Сорбонні на посаді професора пропрацював з 1949 до 1955 року. Пізніше став директором Вищої нормальної школи (1955—1963), професором Колеж де Франс (з 1963). У Колеж де Франс очолював кафедру «Історії філософської думки» (1969 року була замінена «Кафедрою історії систем думки» за пропозицією Жуля Віймена; з 1970 року професором цієї кафедри став Мішель Фуко, колишній студент Іпполіта.)
Брав участь в семінарах Жака Лакана.
Помер в Парижі.

## Доробок
Поділяв ідеї німецького неогегельянство. Іпполіт зробив перший повний французький переклад книги Г. Гегеля " Феноменологія духу " (опубл. протягом 1939—1941 років). 1947 року захистив дисертацію "Генеза і структура «Феноменології духу» ". Написав низку праць про філософію Геґеля, який інтерпретується ним з позицій, близьких до екзистенціалізму.
Автор статей про ранні твори Карла Маркса, в яких висловив думку про те, що марксистське економічне вчення базується не на аналізі фактів, а на філософських та етичних передумовах, які походять з вчення Гегеля.

## Твори
- 1946 Genèse et structure de la " Phénoménologie de l'esprit " de Hegel.
- 1948 Introduction à la philosophie de l'histoire de Hegel.
- 1953 Logique et existence: essai sur la logique de Hegel.
- 1955 Études sur Marx et Hegel.
- 1963 Sens et existence dans la philosophie de Maurice Merleau-Ponty.
- 1966 Commentaire parlé sur la Verneinung de Freud. in Ecrits de Jacques Lacan (Seuil) p.879
- 1970 Hegel et la pensée moderne: séminaire sur Hegel dirigé par Jean Hyppolite au Collège de France (1967—1968), textes publiés sous la direction de Jacques d'Hondt.
- 1971 Figures de la pensée philosophique.